# 国鉄タキ22700形貨車
国鉄タキ22700形貨車（こくてつタキ22700がたかしゃ）は、かつて日本国有鉄道（国鉄）及び1987年（昭和62年）4月の国鉄分割民営化後は日本貨物鉄道（JR貨物）に在籍した私有貨車（タンク車）である。

## 概要
本形式は、カセイソーダ液専用の35t 積タンク車として1971年（昭和46年）12月28日に4両（コタキ22700 - コタキ22703）、1972年（昭和47年）1月20日に3両（コタキ22704 - コタキ22706）、同年2月1日に3両（コタキ22707 - コタキ22709）の合計10両が、川崎重工業の1社のみで製作された。
記号番号表記は特殊標記符号「コ」（全長 12 m 以下）を前置し「コタキ」と標記する。
本形式の他にカセイソーダ液を専用種別とする貨車はタム900形（130両）、タキ1400形（104両）、タキ2600形（523両）、タキ7750形（289両）等実に29形式が存在した。
1979年（昭和54年）10月より化成品分類番号「侵81」（侵食性の物質、腐食性物質、危険性度合2（中））が標記された。
所有者は、日本石油輸送の1社のみでありその常備駅は福島県の郡山駅であった。
荷役方式は、タンク上部のマンホールからの上入れ、液出管と空気管使用による上出し方式であり、両管はS字管を装備している。
タンク体は耐候性高張力鋼製のタンクに、保冷のための厚さ60mmのグラスウール断熱材を巻き、薄鋼板製のキセ（外板）が設置された。
車体色は黒色、寸法関係は全長は11,100mm、全幅は2,604mm、全高は3,710mm、台車中心間距離は7,000mm、実容積は26.9m3、自重は16.7t、換算両数は積車5.0、空車1.6であり、台車はベッテンドルフ式のTR41Cである。
1987年（昭和62年）4月の国鉄分割民営化時には全車がJR貨物に継承されたが、1988年（昭和63年）6月に全車が一斉に廃車となり同時に形式消滅となった。